# 中央军委国际军事合作办公室欧亚局
中央军委国际军事合作办公室欧亚局，位于北京市，是中央军委国际军事合作办公室下属局，负责该办公室欧亚业务。

## 沿革
原先国防部外事办公室设有国防部外事办公室欧亚局。
在深化国防和军队改革中，2016年1月组建中央军委国际军事合作办公室。中央军委国际军事合作办公室新设中央军委国际军事合作办公室欧亚局。主管中国与欧亚50多个国家的军事外交事务。

## 历任领导
| 国防部外事办公室欧亚局局长 …… - 唐立远 大校（？—？） …… - 何信崇 大校（？—？） | 国防部外事办公室欧亚局副局长 …… - 唐立远 大校（？—？） …… - 张保群 大校（？—？） |

| 中央军委国际军事合作办公室欧亚局局长 1. [[]] 大校（2016年—） | 中央军委国际军事合作办公室欧亚局副局长 - [[]] 大校（2016年—） |